# Maksim Starostin
Maksim Iwanowicz Starostin (ros. Максим Иванович Старостин, ur. 7 lipca?/20 lipca 1902 we wsi Stołypino w guberni saratowskiej, zm. 14 listopada 1948 w Moskwie) – radziecki polityk i wojskowy, generał major.

## Życiorys
W latach 1921–1933 pracował w komitetach Komsomołu w guberni irkuckiej, od 1922 członek RKP(b), od 1922 do 1923 uczeń szkoły w Irkucku, 1931 ukończył studia w Instytucie Budownictwa Radzieckiego. W latach 1933–1938 elew Akademii Wojskowo-Inżynieryjnej Armii Czerwonej im. Kujbyszewa, podczas II wojny światowej członek Rady Wojskowej Frontu Północnego, później 14 Armii. Od 2 marca 1944 generał major. Od stycznia 1939 do kwietnia 1945 I sekretarz Komitetu Obwodowego WKP(b) w Murmańsku, jednocześnie w latach 1940–1945 deputowany do Rady Najwyższej ZSRR. Po wojnie pracował w wydziale kadr KC WKP(b), od sierpnia 1947 do sierpnia 1948 zastępca ministra kontroli państwowej ds. kadr. Od 21 marca 1939 do śmierci zastępca członka KC WKP(b). Pochowany na cmentarzu Nowodziewiczym.

## Odznaczenia
- Order Lenina
- Order Czerwonego Sztandaru Pracy
- Order Czerwonej Gwiazdy
- Order „Znak Honoru”